# Mark Baker (cestista)
LaMark Anthony Baker, detto Mark (Dayton, 11 novembre 1969), è un ex cestista statunitense, professionista nella NBA, in Italia, Austria e Croazia.

## Palmarès
- Campione USBL (1997)
- USBL Postseason MVP (1997)
- All-USBL Second Team (1997)
- USBL All-Defensive Team (1997)
- Miglior passatore USBL (1997)